# Xã Summit, Quận Mason, Michigan
Xã Summit (tiếng Anh: Summit Township) là một xã thuộc quận Mason, tiểu bang Michigan, Hoa Kỳ. Năm 2010, dân số của xã này là 924 người.